# Quintus Salvidienus Rufus

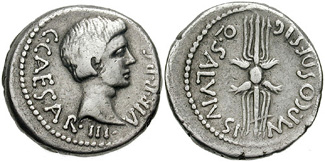
Salvidienus kijelölt consul (consul designatus) által veretett denarius Octavianus arcképével és szárnyas villámmal (Kr. e. 40)

Quintus Salvidienus Rufus (? – Róma, Kr. e. 40) ókori római hadvezér volt. Az általa veretett pénzérméken Quintus Salvius néven szerepel.
Lovagrendi származású volt. Kr. e. 44-ben együtt tanult Octavianusszal és barátaival, Agrippával és Maecenasszal Apolloniában, amikor híre érkezett Caesar meggyilkolásának. Octavianus bizalmasa lévén az ezt követően kirobbanó háborúkban parancsnoki rangban szolgálhatott. Kr. e. 42-ben Sextus Pompeius szicíliai flottája ellen kellett harcolnia, és Itália partjait meg is tudta védeni a betörésektől, azonban végül Brundisium mellett vereséget szenvedett Pompeius hajóitól, és kénytelen volt visszavonulni.
A philippi csatából hazatérve Octavianus Kr. e. 41-ben Hispania felé indította hat legióval, hogy átvegye a tartományok irányítását, azonban a Marcus Antoniushoz hű Caius Asinius Pollio és Publius Ventidius Bassus galliai seregei egy ideig megakadályozta a vonulását, így még mindig nem ért tartományába, amikor év végén Octavianus visszahívta, hogy részt vegyen az Antonius testvére, Lucius, és felesége, Fulvia által kirobbantott perusiai háborúban. Salvidienus nyomában felvonult Pollio és Bassus, ám csupán Galliában üldözték, így egyesülni tudott Agrippa erőivel, és nagy szerepe volt abban, hogy Lucius Antonius Perusia városába szorult vissza. A hónapokig tartó ostromban sikerült kiéheztetni a lázadókat, akik végül Kr. e. 40 februárjában kapituláltak.
A győzelmet követően Rufust Gallia Narbonensisbe menesztették és Octavianus ki is jelölte a következő év egyik consuljává, ő azonban Marcus Antonius brundisiumi partraszállása után felajánlotta seregeit utóbbinak. Ajánlata azonban későn érkezett, amikor már megkezdődtek a riválisok közti béketárgyalások, így Antonius jóindulata jeléül tájékoztatta Octavianust Rufus árulásáról. Az ifjú politikus megdühödve Rómába hívatta Rufust valamilyen ürüggyel, a fővárosba érkezve pedig a senatus halálra ítélte, és öngyilkosságot kellett elkövetnie.